# N37 (Luxemburg)
De N37 (Luxemburgs: Nationalstrooss 37) is een nationale weg in Luxemburg bij de plaatsen Esch-sur-Alzette en Ehlerange. De route met een lengte van ongeveer 800 meter verbindt de CR110 met de A13 afrit 4. Het is hiermee na de N38 de kortste N-weg zonder toevoegingsletters van het land. Naast deze twee aansluitingen heeft de weg twee aansluitingen voor het lokale industrieterrein.
N1 ·
N2 ·
N3 ·
N4 ·
N5 ·
N6 ·
N7 ·
N8 ·
N10 ·
N11 ·
N12 ·
N13 ·
N14 ·
N15 ·
N16 ·
N17 ·
N18 ·
N19 ·
N20 ·
N21 ·
N22 ·
N23 ·
N24 ·
N25 ·
N26 ·
N27 ·
N28 ·
N31 ·
N32 ·
N33 ·
N34 ·
N35 ·
N37 ·
N38
N50 ·
N51 ·
N52 ·
N53 ·
N55 ·
N56 ·
N57